# Red Trigger-赤の誘発思動期-
『Red Trigger-赤の誘発思動期-』（レッドトリガー あかのゆうはつしどうき）は、2005年3月3日にリリースされた浅倉大介のアルバム。発売元はDarwin Record。

## 概要
2004年から2005年にかけて、1年間で虹の七色をモチーフとした7枚のアルバムを制作するというコンセプトのもとリリースされたアルバム「Quantum Mechanics Rainbow」シリーズの第7弾。本作は「赤」をモチーフとして制作。オリコン週間インディーズチャートでは8位にランクインし、累計売上は0.2万枚を記録した。 

## 収録曲
1. Phoenix -su･za･ku-
  - 作曲・編曲：浅倉大介
2. Rose Line
  - 作曲・編曲：浅倉大介
3. Sistema Sol
  - 作詞：麻倉真琴 作曲・編曲：浅倉大介
4. étude on E-String
  - 作曲・編曲：浅倉大介
5. Embryonic Trigger
  - 作曲・編曲：浅倉大介
6. Red Coder "anemone"
  - 作詞：麻倉真琴 作曲・編曲：浅倉大介
7. Quantum Mechanics Rainbow Ⅶ
  - 作曲・編曲：浅倉大介
8. Message from 7 Lights
  - 作詞：麻倉真琴 作曲・編曲：浅倉大介
9. Dragon -hi･ryu-
  - 作曲・編曲：浅倉大介
10. IRIS
  - 作曲・編曲：浅倉大介

## エンジニア
- Recorded&Mixed by Daisuke Asakura
- Assisted by Takashi Ikito
- Mastered by Yasuji Maeda